# Sierra De Canciás - Silves
Sierra De Canciás - Silves este o arie protejată (arie de protecție specială avifaunistică — SPA) din Spania întinsă pe o suprafață de 7.810,47 ha, integral pe uscat.

## Localizare
Centrul sitului Sierra De Canciás - Silves este situat la coordonatele 42°29′03″N 0°08′24″W / 42.4842°N 0.140028°V.

## Înființare
Situl Sierra De Canciás - Silves a fost declarat arie de protecție specială avifaunistică în iulie 2001 pentru a proteja 58 de specii de animale.

## Biodiversitate
Situată în ecoregiunile alpină și mediteraneană, aria protejată nu include niciun habitat protejat.
La baza desemnării sitului se află mai multe specii protejate de  păsări (58): ciocârlie-de-câmp (Alauda arvensis), pescăruș albastru (Alcedo atthis), fâsă de pădure (Anthus trivialis), lăstunul mare (Apus apus), acvilă de munte (Aquila chrysaetos), buha (Bubo bubo), caprimulg (Caprimulgus europaeus), șerpar (Circaetus gallicus), porumbel gulerat (Columba palumbus), cuc (Cuculus canorus), lăstun de casă (Delichon urbica), ciocănitoare neagră (Dryocopus martius), presură galbenă (Emberiza citrinella), presură de grădină (Emberiza hortulana), măcăleandru (Erithacus rubecula), șoim călător (Falco peregrinus), muscar negru (Ficedula hypoleuca), cinteză (Fringilla coelebs), Galerida theklae, zăgan (Gypaetus barbatus), vulturul pleșuv sur (Gyps fulvus), Hippolais polyglotta, rândunică (Hirundo rustica), capîntortură (Jynx torquilla), sfrâncioc roșiatic (Lanius collurio), sfrâncioc cu cap roșu (Lanius senator), ciocârlie de pădure (Lullula arborea), privighetoare (Luscinia megarhynchos), prigoare (Merops apiaster), gaia neagră (Milvus migrans), gaia roșie (Milvus milvus), mierlă de piatră (Monticola saxatilis), muscar sur (Muscicapa striata), vultur egiptean (Neophron percnopterus), pietrar sur (Oenanthe oenanthe), grangur (Oriolus oriolus), ciuf-pitic (Otus scops), Perdix perdix hispaniensis, viespar (Pernis apivorus), pitulice de munte (Phylloscopus bonelli), pitulice de munte (Phylloscopus collybita), brumăriță de pădure (Prunella modularis), Ptyonoprogne rupestris, Pyrrhocorax pyrrhocorax, sitar de pădure (Scolopax rusticola), turturică (Streptopelia turtur), silvie cu cap negru (Sylvia atricapilla), silvie de zăvoi (Sylvia borin), silvie roșcată (Sylvia cantillans), silvie de câmp (Sylvia communis), silvie de tufiș (Sylvia undata), Tachymarptis melba, Tetrao urogallus aquitanicus, fluturașul de stâncă (Tichodroma muraria), pănțărușul (Troglodytes troglodytes), sturz-cântător (Turdus philomelos), sturzul de vâsc (Turdus viscivorus), pupăză (Upupa epops).
Pe lângă speciile protejate, pe teritoriul sitului au mai fost identificate 16 specii de plante, 37 de specii de păsări, 5 specii de amfibieni, 4 specii de mamifere, 1 specie de nevertebrate, 3 specii de pești, 2 specii de reptile.